# Échalas
Échalas es una comuna francesa situada en el departamento del Ródano, de la región de Auvernia-Ródano-Alpes.

## Demografía
| 613 | 605 | 774 | 905 | 1 032 | 1 141 | 1 347 | 1 737 |
| Para los censos de 1962 a 1999 la población legal corresponde a la población sin duplicidades (Fuente: INSEE [Consultar]) |     |     |     |       |       |       |       |